# جواكيم أوليفيرا دوارتي
جواكيم أوليفيرا دوارتي (بالبرتغالية: Oliveira Duarte‏) (19 مارس 1943 بالبرتغال - ) هو لاعب كرة قدم برتغالي في مركز الدفاع. شارك مع منتخب البرتغال لكرة القدم. أما مع النوادي، فقد لعب مع سبورتينغ لشبونة.

## وصلات خارجية
- جواكيم أوليفيرا دوارتي على موقع قاعدة بيانات كرة القدم.إي يو (الإنجليزية)
- جواكيم أوليفيرا دوارتي على موقع ناشيونال فوتبول تيمز (الإنجليزية)
- جواكيم أوليفيرا دوارتي على موقع عالم كرة القدم.نت (الإنجليزية)